# Hyperion Hotel
Hyperion Hotel är en fiktiv plats i serien Angel och huvudkontoret för Angel Investigations i serien. Hyperion Hotel är ett övergivet hotell som funnits i minst sextio år tillbaka. Angel Investigations tar över hotellet i säsong två och flyttar sin detektivbyrå dit efter att det första högkvarteret har sprängts. I säsong fem flyttar de till advokatfirman Wolfram & Hart.